# Division II i ishockey 1941/1942
Division II i ishockey 1941/1942 var första säsongen av en nationell andradivision i svensk ishockey. Tidigare hade de två högsta divisionerna enbart bestått av lag från Stockholm med omnejd där Solna var den nordligaste punkten, Södertälje den sydligaste och Mariefred den västligaste. I och med bildandet av division II vidgades det geografiska området för andradivisionen till Gävle i norr, Surahammar i väster och Norrköping i söder. Divisionen spelades i tre grupper – norra, centrala och södra – där segrarna möttes om två platser till Svenska serien till nästa säsong. Med bildandet av division II hade alltså det geografiska området varifrån lag kunde ta sig till högsta serien i ishockey ökat.

## Deltagande lag
Inför den första säsongen hade IFK Mariefred och IK Sture flyttats ner från Svenska serien. Tranebergs IF, Stockholms IF, UoIF Matteuspojkarna och Södertälje IF hade överförts från Stockholmsseriens Klass I. Lilljanshofs IF och Årsta SK hade överförts från Stockholmseriens Klass 2 medan Uppsalalagen IK Sirius och IF Vesta flyttats från Klass 3. IF Aros (Västerås), Västerås SK, Surahammars IF och IF Verdandi (Eskilstuna) hämtades från Mellansvenska serien Brynäs IF (Gävle) anslöt från Strömsbroserien, Sandvikens IF från Gästrikeserien medan IK Sleipner och GoIF Tjalve (båda från Norrköping) kom från Östgötaserien.

## Division II Norra
| Nr | Lag                  | S  | V | O | F | GM | IM | MS  | P  |
| -- | -------------------- | -- | - | - | - | -- | -- | --- | -- |
| 1  | UoIF Matteuspojkarna | 10 | 8 | 1 | 1 | 40 | 15 | +25 | 17 |
| 2  | Brynäs IF            | 10 | 7 | 0 | 3 | 27 | 26 | +1  | 14 |
| 3  | Lilljanshofs IF      | 10 | 5 | 0 | 5 | 26 | 23 | +3  | 10 |
| 4  | IK Sirius            | 10 | 4 | 0 | 6 | 16 | 21 | −5  | 8  |
| 5  | Sandvikens IF        | 10 | 3 | 1 | 6 | 20 | 30 | −10 | 7  |
| 6  | IF Vesta             | 10 | 2 | 0 | 8 | 11 | 25 | −14 | 4  |

## Division II Centrala
| Nr | Lag            | S  | V | O | F | GM | IM | MS  | P  |
| -- | -------------- | -- | - | - | - | -- | -- | --- | -- |
| 1  | IF Aros        | 10 | 7 | 1 | 2 | 38 | 19 | +19 | 15 |
| 2  | Tranebergs IF  | 10 | 7 | 0 | 3 | 32 | 16 | +16 | 14 |
| 3  | IF Verdandi    | 10 | 6 | 1 | 3 | 24 | 22 | +2  | 13 |
| 4  | Västerås SK    | 10 | 4 | 1 | 5 | 15 | 24 | −9  | 9  |
| 5  | Surahammars IF | 10 | 4 | 0 | 6 | 17 | 20 | −3  | 8  |
| 6  | Stockholms IF  | 10 | 0 | 1 | 9 | 19 | 44 | −25 | 1  |

## Division II Södra
| Nr | Lag           | S  | V | O | F | GM | IM | MS  | P  |
| -- | ------------- | -- | - | - | - | -- | -- | --- | -- |
| 1  | IFK Mariefred | 10 | 9 | 1 | 0 | 50 | 12 | +38 | 19 |
| 2  | Södertälje IF | 10 | 7 | 1 | 2 | 35 | 18 | +17 | 15 |
| 3  | IK Sture      | 10 | 4 | 1 | 5 | 22 | 31 | −9  | 9  |
| 4  | IK Sleipner   | 10 | 4 | 1 | 5 | 23 | 32 | −9  | 9  |
| 5  | Årsta SK      | 10 | 3 | 0 | 7 | 21 | 32 | −11 | 6  |
| 6  | GoIF Tjalve   | 10 | 1 | 0 | 9 | 13 | 39 | −26 | 2  |

## Kvalspel till Svenska serien
| Nr | Lag                  | S | V | O | F | GM | IM | MS | P |
| -- | -------------------- | - | - | - | - | -- | -- | -- | - |
| 1  | UoIF Matteuspojkarna | 2 | 1 | 1 | 0 | 2  | 1  | +1 | 3 |
| 2  | IFK Mariefred        | 2 | 1 | 0 | 1 | 5  | 4  | +1 | 2 |
| 3  | IF Aros              | 2 | 0 | 1 | 1 | 4  | 6  | −2 | 1 |